# Golden $hits
Golden $hits перший студійний альбом українського панк-рок гурту Серцевий Напад, виданий у 2009, на лейблі Наш Формат.

## Список пісень
| #   | Назва                                                        | Тривалість |
| --- | ------------------------------------------------------------ | ---------- |
| 1.  | «Пробач»                                                     | 3:03       |
| 2.  | «Оптимістична»                                               | 2:27       |
| 3.  | «Москва»                                                     | 3:05       |
| 4.  | «Черепашки Ніндзя»                                           | 2:25       |
| 5.  | «Не Прийшла»                                                 | 2:33       |
| 6.  | «Дитинство»                                                  | 5:03       |
| 7.  | «Жахлива»                                                    | 1:32       |
| 8.  | «Субкультура»                                                | 2:09       |
| 9.  | «TakFuck»                                                    | 1:37       |
| 10. | «Punk Girl» (також на диску присутній відеокліп на цю пісню) | 2:03       |
| 11. | «Фалоімітатор»                                               | 3:14       |
| 12. | «WC'туп»                                                     | 0:43       |